# Idledale
Idledale es un lugar designado por el censo ubicado en el condado de Jefferson en el estado estadounidense de Colorado. En el Censo de 2010 tenía una población de 252 habitantes y una densidad poblacional de 351,26 personas por km².

## Geografía
Idledale se encuentra ubicado en las coordenadas 39°40′8″N 105°14′36″O / 39.66889, -105.24333. Según la Oficina del Censo de los Estados Unidos, Idledale tiene una superficie total de 0.72 km², de la cual 0.72 km² corresponden a tierra firme y (0%) 0 km² es agua.

## Demografía
Según el censo de 2010, había 252 personas residiendo en Idledale. La densidad de población era de 351,26 hab./km². De los 252 habitantes, Idledale estaba compuesto por el 96.43% blancos, el 0% eran afroamericanos, el 0.79% eran amerindios, el 0.4% eran asiáticos, el 0% eran isleños del Pacífico, el 1.59% eran de otras razas y el 0.79% pertenecían a dos o más razas. Del total de la población el 3.17% eran hispanos o latinos de cualquier raza.